# Pepe Soriano
José Carlos Soriano, más conocido como Pepe Soriano (Buenos Aires, 25 de septiembre de 1929 - Buenos Aires, 13 de septiembre de 2023) fue un actor y director argentino que trabajó tanto en su país como en España. Si bien en su extensa carrera interpretó pocos papeles protagónicos, se destacó en los roles secundarios, convirtiéndose en una de las caras más famosas de la cinematografía y el teatro de su país. Con más de noventa años continuó trabajando hasta su fallecimiento, y es ampliamente considerado uno de los actores más prestigiosos de Argentina.

## Biografía
Se destacó por sus interpretaciones tanto en cine, como en teatro y televisión. Entre las representaciones más recordadas se encuentran, en cine, el alemán Schultz en La Patagonia Rebelde (1974), el abuelo en No toquen a la nena (1976), Lisandro de la Torre en Asesinato en el Senado de la Nación (1984), en teatro su unipersonal en Lisandro, y en la televisión su personaje de abuelo italiano de Don Berto, personaje a su vez remodelado como la terrible abuela de La Nona, tanto en el cine como en el teatro.

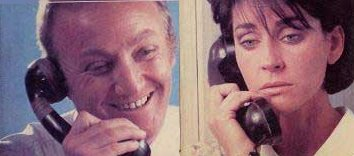
En el póster de la película Juan Lamaglia y Sra. (1970); a su lado Julia von Grolman.

En España es recordado por la película Espérame en el cielo (1988), en la que interpreta a un doble del dictador Francisco Franco, y por la exitosa serie de televisión Farmacia de guardia en su primera temporada (1991-1992). Poco después de terminar su participación en la misma, en 1992, vuelve a radicarse en la Argentina, donde continúa su carrera hasta hoy. En 1980 en teatro realiza "Homenaje" de Bernard Slade junto a Fernanda Mistral y Julio Chávez.
Obtuvo el Premio Konex en 1981 como uno de los actores más importantes del Cine Argentino, y la Mención Especial Konex a la Trayectoria en 2021. Ganador del Cóndor de Plata al mejor actor en 1971 por Juan Lamaglia y Sra. y del Cóndor de Plata al mejor actor de reparto en 1995 por Una sombra ya pronto serás, en 1998 la Asociación de Cronistas Cinematográficos de la Argentina le entregó el Premio Cóndor de Plata a la trayectoria. En 2010 fue declarado ciudadano ilustre de la Ciudad de Buenos Aires por la Legislatura de la Ciudad de Buenos Aires.
Falleció el 13 de septiembre de 2023 a los 93 años. Sus restos descansan en el panteón de la Asociación Argentina de Actores del cementerio de la Chacarita.

## Filmografía
- Nocturna (2021) Ulises
- La película infinita (2018)
- Pecados (2012)
- Mi primera boda (2011)
- Babilonia, la noticia secreta (2010)
- El brindis (2007) Isidoro
- A través de tus ojos (2006) Lito
- Cargo de conciencia (2005) Senador Madariaga
- Avellaneando (mediometraje - 2004) Entrevistado
- Tacholas, un actor galaico porteño (2003) Entrevistado
- La suerte dormida (2003) (como Pepe Soriano) .... José
- El último tren (2002, también titulada Corazón de fuego) .... Dante Mineti, secretario
- Lugares comunes (2002)
- Ángel, la diva y yo (1999) Ángel Ferreyros
- Cóndor Crux (1999) (voz) Dr. Crux
- Cohen vs. Rosi (1998) Elías Cohen
- Sus ojos se cerraron y el mundo sigue andando (1998) Pepe
- Momentos robados (1997)
- La maestra normal (1996)
- Una sombra ya pronto serás (1994)
- Funes, un gran amor (1993)
- La taberna fantástica (1991)
- El tesoro (1990) (España) (como Pepe Soriano) .... Don Lino
- El mar y el tiempo (1989) .... Jesús
- País cerrado, teatro abierto (1989) Él mismo
- Matar al Nani (1988) .... Padre de Nani
- Espérame en el cielo (1988) (como Pepe Soriano) .... Paulino Alonso / Francisco Franco
- Pobre mariposa (1986)
- Te amo (1986) Mago
- Otra esperanza (1984)
- Asesinato en el Senado de la Nación (1984) Lisandro de la Torre
- Los enemigos (1983) Él mismo
- La invitación (1982)
- Pubis angelical (1982)
- Sentimental (réquiem para un amigo) (1981) como Piatti
- La nona (1979) como Carmen Racazzi, "La Nona"
- Netri, el mártir de Alcorta (inconclusa - 1977)
- No toquen a la nena (1976) Severino Di Filippi "el nono"
- Los gauchos judíos (1974)
- La Patagonia rebelde (1974) Schultz, "El alemán"
- Las venganzas de Beto Sánchez (1973) Beto Sánchez
- Heroína (1972)
- El ayudante (1971)
- Juan Lamaglia y Sra. (1970)
- Psexoanálisis (1968)
- Tute Cabrero (1968)
- Cuando los hombres hablan de mujeres (1967)
- Hotel alojamiento (1966)
- El protegido (1956)
- Adiós muchachos (1955)

## Teatro
- La laguna dorada (actor)

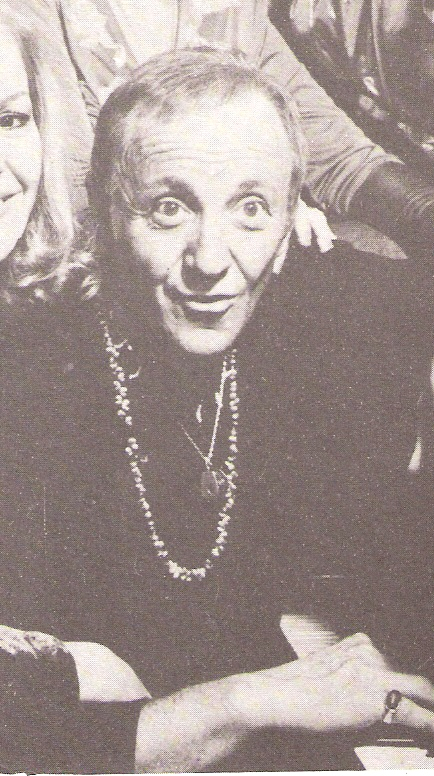
Pepe Soriano en 1980, cuando actuó en la obra teatral Celebration.

- El violinista en el tejado (actor)
- Gris de ausencia (actor)
- Visitando al Sr. Green (actor)
- El Inglés (actor, 1974)
- Lisandro (actor, 1974)
- El Loro Calabrés (autor, actor, director; desde 1975)
- La nona (actor, 1979)
- Celebration (actor, 1980)
- Conversaciones con mamá (actor, 2012)
- El precio, con Antonio Grimau, Arturo Puig y Selva Alemán. Dirección: Helena Tritek (2018)
- Rotos de amor (actor, 2018-2019)

## Televisión
- La leona (2016)
- Trillizos, dijo la partera (1999), como "Domenico Gargulio"
- R.R.D.T (1997-1998), como "Isidro Rojas"
- Una gloria nacional (1993)
- Historias del otro lado (1991)
- Farmacia de guardia (1991)
- La huella del crimen 2: El crimen de las estanqueras de Sevilla (1991)
- Miguel Servet, la sangre y la ceniza (1989)
- Nosotros de Agustín Alezzo (1975)
- Alta comedia (1974)
- El tobogán de Jacobo Langsner (1972)
- Esperando la carroza de Jacobo Langsner (1971)
- Rito de adviento (1970)
- Risas... y sonrisas (1963) con Juan Verdaguer
- La familia Falcón (1962/1968)

## Premios y candidaturas
Premios Cóndor de Plata
| Año  | Categoría                               | Trabajo nominado                        | Resultado |
| ---- | --------------------------------------- | --------------------------------------- | --------- |
| 1971 | Mejor actor                             | Juan Lamaglia y Sra.                    | Ganador   |
| 1995 | Mejor actor de reparto                  | Una sombra ya pronto serás              | Ganador   |
| 1998 | Premio a la trayectoria cinematográfica | Premio a la trayectoria cinematográfica | Ganador   |
| 2003 | Mejor actor                             | El último tren                          | Nominado  |
| 2007 | Mejor actor                             | A través de tus ojos                    | Nominado  |

Premios Martín Fierro
| Año  | Categoría              | Trabajo nominado             | Resultado |
| ---- | ---------------------- | ---------------------------- | --------- |
| 1999 | Mejor actor de reparto | Trillizos, ¡dijo la partera! | Ganador   |

Medallas del Círculo de Escritores Cinematográficos
| Año  | Categoría              | Trabajo nominado  | Resultado |
| ---- | ---------------------- | ----------------- | --------- |
| 2003 | Mejor actor secundario | La suerte dormida | Ganador   |

Premios Goya
| Año  | Categoría                                   | Trabajo nominado     | Resultado |
| ---- | ------------------------------------------- | -------------------- | --------- |
| 1988 | Mejor interpretación masculina protagonista | Espérame en el cielo | Nominado  |